# Exochus stramineipes
Exochus stramineipes là một loài tò vò trong họ Ichneumonidae.